# ロシア的倒置法
ロシア的倒置法（ロシアてきとうちほう、英：Russian reversal）とは、アメリカのコメディアンで画家のヤコブ・スミルノフによって有名になったジョークの一種であり、スラッシュドットやアンサイクロペディア、ソビエト連邦関連のYouTube動画でよく使われる。

## 概要
このジョークの典型的な型は最初に「ソビエトロシアでは」から始まり主語と目的語が反対にされる。例えば、
In the US, you can catch a cold. （アメリカではあなたが風邪をひく。）
In Soviet Russia, cold catches you! （ソビエトロシアでは寒波があなたを捕まえる！）
スミルノフのオリジナルの「ソビエトロシアでは」のジョークは英語の動詞や名詞の多義性を用いたオーウェリアン風の含みのある言葉遊びだった。例えば、「アメリカではあなたがテレビを見る (watch)。ソビエトロシアではテレビがあなたを見張る (watch)！」や「アメリカではあなたが図書館で本を借りる (check out)。ソビエトロシアでは本があなたを調べ上げる (check out)！」というのがあり、共にそのオチでは、いたるところに監視網が張りめぐらされている警察国家の特徴をあげつらっている。前者のジョークの下敷きになったのは、ジョージ・オーウェルの小説『1984年』に登場したテレスクリーンというテレビのようなモニタであり、それは、テレビ放送の受信機としてだけでなく送信機として市民を監視するためのものであった。「カリフォルニアではあなたはいつでもパーティー (party) を見つけることができる。ソビエトロシアでは共産党 (the Party、ソビエト連邦唯一の政党である) があなたを見つけ出す！」も名詞の多義性を用いてこうした含みを生みだしている。
現代でもこうした精神は、「Mozillaではあなたがブラウザのタブを操作する (keep tabs)。ソビエトロシアではブラウザがあなたを管理する (keep tabs on)！」に受け継がれているものの、一般には「ソビエトロシアでは」のジョークはすでにオーウェリアンの含みのある政治的含意を欠き、文法的倒置によって不条理感を出すだけとなっている。その例にアメリカの民間の喫煙抑止キャンペーンで用いられた「ソビエトロシアではタバコがあなたを吸う！」がある。
スミルノフの知名度が頂点にあった1980年代中期当時、彼は「ソビエトロシアでは」ではなく「ロシアでは」と言っていた。それは当時ソ連がまだ存在していたためである。スミルノフが「ソビエト」をつけるようになったのは、彼の人気が落ちて久しいソ連の崩壊以降からであり、現在のロシアではなく社会主義政権を指していることを示すためである。
多くの「ソビエトロシア」をテーマにした近年の変種では決まった文脈を外れて、例えば、英語のインターネットスラングのROFL (Rolling on the floor, laughing, 床を転げまわるほど大笑い) をもじった、「ソビエトロシアでは床があなたの上に転がる！」（In Soviet Russia, floor rolls on you!）というものや、さらには、韻律のそろわない詩の典型として有名な Roses are red / Violets are blue / Sugar is sweet / And so are you! (バラは赤く、スミレは青い、砂糖は甘く、そしてあなたも) を元にした
バラは赤く
スミレは青い
ソビエトロシアでは
詩があなたを書く！
ソ連関係のYouTube動画でよく使われるものとしては、「ソビエトロシアではチャンネルがあなたを登録する！」等があげられる。

## テレビでのロシア的倒置法
『ザ・シンプソンズ』のエピソード“The Old Man and the Key”では、音楽で有名な娯楽産業"has beens"のステージでスミルノフが自身を紹介する際にジョークを飛ばした。コーラスは1980年代の大衆文化の名残りを歌い、最後は“So sit back, relax and watch our revue,”（それでは落ち着いてリラックスして私たちの劇を見てください）とスミルノフは“In Soviet Union, revue watch you!”（ソビエト連邦では劇があなたを見る！！）と付け加えた。"In Russia, stage is for performers only."（ロシアではステージはパフォーマーだけのものだ。）と不満を言うスミルノフで話が終っている。
『ファミリー・ガイ』の2ndシーズンの"There's Something About Paulie"では、ピーター・グリフィンが彼の新しいカーナビを弄り回して「ヤコブ・スミルノフ・モード」に切り替えた。カーナビは“In Soviet Russia, car drive you!”（ソビエトロシアでは車があなたを運転する！！）と言った。その後このカーナビは“Turn right at fork in road. In Soviet Russia, road fork you!”（分岐 (fork) を右に曲がってください。ソビエトロシアでは道があなたをぶっ刺す (fork) ！）と言った。（そしてピーター・グリフィンは“Boy, is that getting old.”（あーあ、古くなってる。） と一言。）
『キング・オブ・ザ・ヒル』の6thシーズンのエピソード“The Bluegrass Is Always Greener”ではブランソンのブルーグラス・フェスティバルへ向かい、ボビー・ヒルはIn the US you put “In God we trust” on your money; in Russia, we have no money!（アメリカではあなたのお金に「我ら神を信ず（In God we trust）」とある。ロシアでは我らお金がない！！）とソビエトロシアジョークをコメディーショーに使った。更に“In God we trust”の代わりに“people's pictures”（人々の絵）に置き換えたジョークも別のショーで言った。そしてまた、ウィル・ロジャースの台詞“In Russia, they ain't got no income tax. But they ain't got no income!”（ロシアでは、所得税はない。しかし、所得もない！！）というコメントと比べられた。
『ミステリー・サイエンス・シアター3000』の9thシーズンではCrow T. Robotにヤコブ・スミルノフ（MST3K プロダクションチームが演じる）がロシア・フィンランド共同制作映画Jack Frostの講話をするために招待される。予想通りスミルノフの「講話」は関係のない「ソビエトロシアでは」のジョークに変わってしまった。
“In your country, you watch movie The Rock.  In our country, we break rock in gulag.”（あなた方の国ではあなたは映画『ザ・ロック』を見る。我々の国では我々はグラークで岩＝ロックを削る）と。
『フューチュラマ』のエピソード“That's Lobstertainment!”ではゾイドバーグがアポロ・シアターのアマチュア・ナイトに参加して、ジョークをかます。“Earth. What a planet. On Earth, you enjoy eating a tasty clam. On my planet, clams enjoy eating a tasty you!”
（地球。なんという惑星だ。地球ではあなたは美味しいハマグリを食べてご機嫌になる。私の惑星ではハマグリが美味しいあなたを食べてご機嫌になる。）と。別のエピソード“Crimes of the Hot”ではフライが巨大な氷かきの前に立って“Wow! That ice dispenser is so big, the ice crushes you!...Yakov Smirnoff said it.”（おぉっ！このアイスディスペンサーはとても大きい、氷があなたを砕く！！…ヤコブ・スミルノフが言っていた。）とリーラは"No, he didn't." （そんなこと言っていない。）とツッコミを返した。
ESPNテレヴィジョンのショー Cheap Seats ではランディとジェイソンが1994年からのワールドシリーズオブポーカーについて話し合う。群集にカメラが切り替わると、ランディとジェイソンが群集の中にスミルノフのそっくりさんがいると言う。そして "Duelling Smirnoffs" を始める。彼らはロシア訛りでいくつか主語と目的語を反転させたジョークを言う。例えば"In Soviet Union, Full House means KGB in your basement!"（ソビエト連邦ではフルハウスはあなたの家の地下室のKGBを意味する！！）といったような。
『ベン・スティラー・ショー』ではベン・スティラーがステージ上で「死ぬ」ヤコブ・スミルノフを演じる。
G4のTVショー X-Play で司会のアダム・セスラーとモーガン・ウェブが第二次世界大戦のゲーム『Red Orchestra: Ostfront 41-45』のレヴューをした。その後、ヤコブ・スミルノフの事に触れ、"In Russia, video game plays you!"（ロシアではテレビゲームがあなたをプレイする！！）と言うヤコブの動画を見せる。